# Rhaphidospora cavernarum
Espèce
Synonymes
- Ecbolium cavernarum (F. Muell.) Kuntze[2]
- Justicia cavernarum F.Muell., 1867 (préféré par NCBI)[3],[2]
- Justicia platyphylla S. Moore[2]
- Rhaphidospora platyphylla (S. Moore) Bremek.[2]

Rhaphidospora cavernarum est une espèce de plantes à fleurs de la famille des Acanthaceae. On croyait l'espèce éteinte dans le Queensland jusqu'à ce qu'on la redécouvre au Cap York, entre Cooktown et la rivière Lockhart. Avant cela, l'espèce n'avait pas été vue depuis 1873.

## Synonymes
- Justicia cavernarum F.Muell.
- Justicia platyphylla S.Moore
- Rhaphidospora platyphylla (S.Moore) Bremek. nom. inval.